# Новые Кривки
Новые Кривки — деревня в Режевском городском округе Свердловской области, Россия.

## География
Деревня Новые Кривки муниципального образования «Режевского городского округа» расположена в 33 километрах (по автотрассе в 35 километрах) к северу от города Реж, на левом берегу реки Большая Ленёвка (правого притока реки Нейва), в устье левого притока реки Горынский Ключ.

## История
Входила в состав Кривковского сельсовета, который в 1954 году вошёл в состав Ленёвского сельсовета.

## Свято-Троицкая церковь
В 1917 году была построена деревянная, однопрестольная церковь, которая была освящена в честь Святой Живоначальной Троицы в 1917 году. Церковь была закрыта в 1930 году.

## Население
| 2002 | 2010 | 2021 |
| ---- | ---- | ---- |
| 27   | ↘17  | ↘10  |